# 機器人太空船
机器人太空船又稱无人探测器，是指具有对天體研究、天文觀測等自动化功能的行星探测器、行星着陆探测器等具有机器人特性的无人飞船，不包括阿波罗4号这样的载人飞船的无人任务。